# Madiama
Madiama is een gemeente (commune) in de regio Mopti in Mali. De gemeente telt 11.900 inwoners (2009).